# Sigmund II. von Hollenegg
Sigmund II. von Hollenegg auch Sigismund II. von Holneck (* unbekannt; † 3. Juli 1495 in Mühldorf) war vom 15. Dezember 1494 bis zu seinem Tod Erzbischof von Salzburg. Er galt als äußerst gebildet und war von den Zeitgenossen besonders geachtet.

## Leben
Nach der unrühmlichen Regentschaft von Friedrich V. von Schaunberg waren die Salzburger Domherren fest entschlossen, nun einen gebildeten und in jeder Hinsicht fähigen Mann zum Erzbischof zu wählen. Am 16. Oktober 1494 erwählten sie den gebildeten Spitalsmeister Sigmund, der am 8. Februar 1495 im Dom durch Bischof Georg Altdorfer die Bischofsweihe erhielt. Der neue Erzbischof aus dem Geschlecht der Salzburger Ministerialen von Hollenegg (heute Weststeiermark, südlich Deutschlandsberg) hatte an der Wiener Universität den Doktorgrad decretorum erlangt und kurzzeitig vermutlich selbst an der Wiener Universität gelehrt.
Vom festen Willen nach durchgreifenden Reformen getragen, begann Sigmund seine Regierungsarbeit. Widerstände kamen vor allem von Seiten des landständigen Adels, aber auch von der Bauernschaft, die zunehmend gegen die hohen Abgaben aufbegehrten. Auch die vielen Flurschäden durch die Bergwerke wurden kritisiert. Auf Einladung des Königs und späteren Kaisers Maximilian I. begab er sich am 28. April 1495 auf die Reise nach Worms. Auf dem Heimweg von Worms erkrankte Sigmund plötzlich schwer und verstarb nach nur achtmonatiger Regentschaft am 3. Juli 1495 in Mühldorf.